# Ludovic Joubert
Pour les articles homonymes, voir Joubert.
Ludovic Joubert, à l'état-civil Léopold Louis Joubert, connu également sous le nom de capitaine Joubert, né le 22 février 1842 à Saint-Herblon (Loire-Inférieure) et mort le 27 mai 1927 à Moba (future Baudouinville), est un militaire français au service à partir de 1890 de l'État indépendant du Congo, dont le souverain est alors Léopold II de Belgique. Il a également été auxiliaire des missions. 
Il est le père d'Albert Joubert (ln), prêtre assassiné en 1964, béatifié comme martyr en 2024. 

## Carrière militaire

### Guerres d'Italie
Après des études de 1854 à 1858 au collège d'Ancenis puis à celui de Combrée de 1858 à 1860, il se sent dès sa jeunesse attiré par de le métier des armes et s'engage à dix-huit ans dans le corps des Zouaves pontificaux,,.
Il combat pour la défense des États pontificaux. Blessé lors de la bataille de Castelfidardo du 18 septembre 1860, il gravit rapidement les échelons, sergent (1862), lieutenant (1866), et enfin capitaine en 1867. Il dirige la défense de la Porta Salaria au moment de la prise de Rome en septembre 1870,.

### Guerre franco-prussienne
À son retour en France, le corps des ex-zouaves pontificaux parvient à négocier avec le gouvernement français son intégration dans l'armée française au sein du Corps des Volontaires de l'Ouest placé sous les ordres de l'ex-général des zouaves Athanase de Charette de La Contrie. Il participe à la bataille de Loigny lors de la guerre franco-prussienne. Soucieux de rester au service du pape, il refuse cependant son intégration définitive dans l'armée française.

### L'Afrique

#### Au service des missions
Après une longue parenthèse où il revient dans sa région natale à Mésanger, il devient en 1880 l'un des protecteurs des Pères blancs, fondés par Charles Lavigerie archevêque d'Alger, dont les caravanes et les missions près des Grands Lacs sont menacées par des bandes armées esclavagistes, menées notamment par Tippo Tip et Rumaliza, inféodées aux divers chefs arabisés soutenus par le sultanat de Zanzibar, qui avaient eux aussi commencé leur avancée sur le continent africain oriental. Il constate les méfaits des esclavagistes lors de l'expédition qu'il entreprend au départ de Zanzibar pour parvenir 14 mois plus tard sur les rives du lac Tanganyika en février 1882.
Il rentre d'Afrique en 1885 pour se soigner en France d'une morsure venimeuse de cobra, mais il est bientôt rappelé par le supérieur général des missionnaires, car la situation empire dans la région des Grands Lacs. Il envoie une lettre 10 novembre 1885 pour offrir de nouveau ses services, que le cardinal Lavigerie accepte à la fin du mois de janvier suivant. Il embarque à Marseille le 9 mai 1886 à destination de Zanzibar et arrive avec une caravane dans les Grands Lacs en novembre, après une longue marche de cinquante-sept jours. Le père Jean-Baptiste Charbonnier, futur vicaire apostolique, l'héberge à la mission de Karemba plusieurs mois. Il traverse ensuite le lac Tanganyika pour porter assistance au poste de Mpala (en), tenu depuis le départ du capitaine Storms par le père Isaac Moinet et un autre missionnaire, qui avait formé un corps de police commandé par un guerrier Rouga-Rouga.

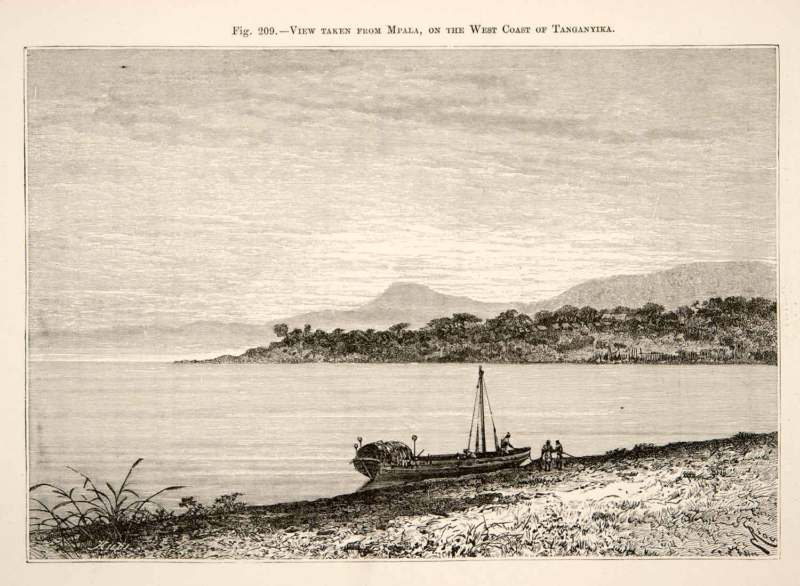
Mpala en 1892.

Vingt mille habitants se trouvent dans un rayon de trois jours de marche à pied. Des bandes armées sévissent régulièrement le long de la côte est du lac Tanganyika à la recherche d'esclaves dans la région du Marungu. Un métis à la solde de Zanzibar, Mohamadi, débarque au début de l'année avec cinq pirogues et des hommes armés au sud de Mpala et incendie un village. Il y retourne trois mois plus tard avec une centaine d'hommes qui capturent onze villageois pour en faire des esclaves. Le capitaine Joubert part avec trente hommes armés afin de poursuivre la bande de Mohamadi, en août 1887. Le combat s'engage le 11 août avec pour bilan trois morts du côté de Mohamadi et un blessé du côté de Joubert. En novembre 1887, c'est cette fois à Rukuku (où il avait été perdu la bataille en 1885) qu'il combat. Ses hommes rebroussent chemin après deux attaques, dont la plus importante a lieu en 1888, lorsqu'une bande de quatre-vingts esclavagistes vient attaquer la mission. Joubert perd huit hommes sur place.
François Coulbois, nouveau pro-vicaire apostolique du Haut-Congo, s'oppose à Joubert, car il craint les représailles des bandes armées. Les deux hommes font appel à l'arbitrage du cardinal Lavigerie qui répond par lettre en octobre : « Les missionnaires [...] ne doivent jamais, ni directement, ni indirectement entrer dans les affaires militaires des chefs, soit européens soit indigènes, qui se trouveraient auprès d'eux, même pour protéger la mission. » Joubert s'installe donc à quelques kilomètres de la mission.
La situation devient dramatique en janvier 1889 au moment de la révolte des tribus de Bushere contre l'administration coloniale allemande à Bagamoyo. Les Pères blancs sont coupés du monde pendant de longs mois. Le chef Rumaliza multiplie les razzias dans la région des Grands Lacs. Le 27 janvier 1890, Joubert marche avec une vingtaine d'hommes contre Katélé qui, lui, dispose de 800 hommes armés de fusils. Il parvient grâce à sa ténacité à les vaincre, délivrant plus de 200 esclaves.
Une mission de secours, commandée par le capitaine Jacques, est envoyée par Léopold II. Elle arrive en octobre 1891. Ce n'est qu'en 1893 que les razzias cessent. Désormais Joubert va entamer une autre carrière.

#### Au service de la colonie

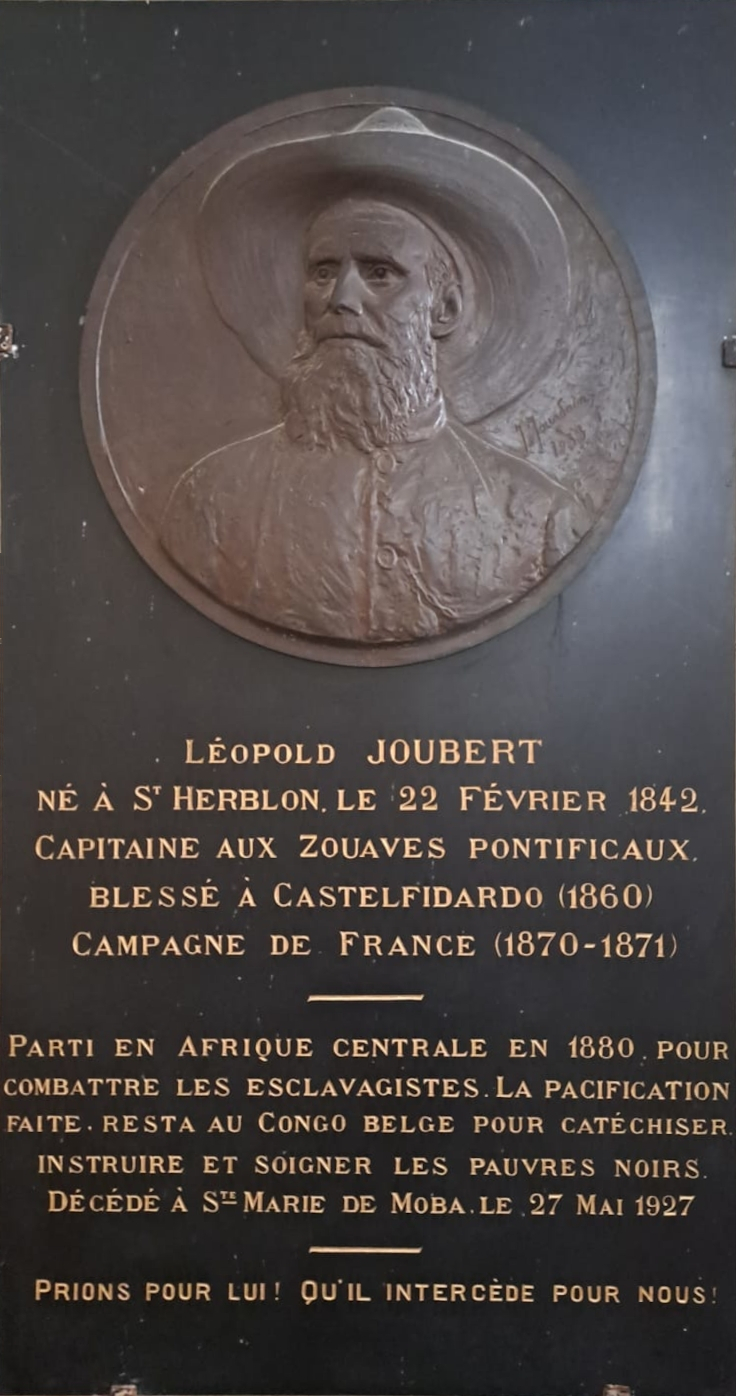
Plaque commémorative de Léopold Joubert dans l'église de Saint-Herblon

Entre-temps en 1890, Joubert est devenu sujet de l'État indépendant du Congo, dont la souveraineté appartient alors officiellement à l'Association internationale du Congo dont Léopold II avait pris le 30 avril 1885 le titre de souverain. Joubert essuie une déconvenue en apprenant que Tippo Tip a été nommé par le roi gouverneur d'un district de ce nouvel État africain prétendument indépendant.
Joubert, à la tête d'une troupe d'anciens zouaves pontificaux et d'autres rescapés de divers conflits européens, recommence ainsi une nouvelle carrière militaire au service des Pères blancs dont il assure la sécurité, mais cette-fois ci dans le cadre colonial.
Il fonde diverses missions-forteresses, dont celle de Kibanga (en) (Lavigerieville) et de Saint-Louis de Mrumbi.
Il doit lutter non seulement contre l'avancée des « esclavagistes arabisés » (de fait moins nombreux), mais aussi contre les tentatives d'indépendance de certains indigènes qui ne supportent plus le travail forcé de la part d'un colonisateur qui se dit « anti-esclavagiste ». Il est confronté en 1898 à la mutinerie de masse de la Force publique de l'État indépendant du Congo, où deux mille rebelles sous le commandement de Mulamba essayent de s'émanciper de la tutelle étrangère, ce qui constitue une menace pour les missions et les convertis.
Affaibli par un accident de chantier et à demi aveugle des suites d'une ophtalmie causée par la morsure d'un serpent, il meurt à Baudoinville, âgé de 85 ans, le 27 mai 1927. Il est inhumé dans le chœur de la cathédrale de Baudouinville. Ses funérailles sont célébrées par l'évêque Victor Roelens.
Il s'était marié en 1888 avec une Africaine de la région, Agnès Atakao née à Mpala, dont il a eu dix enfants : deux filles et huit garçons, dont deux embrasseront le sacerdoce : Jean, ordonné prêtre en 1938, et Albert, assassiné le 28 novembre 1960 par les rebelles à Fizi, avec trois religieux xavériens. Albert Joubert (ln) est béatifié avec eux comme martyr le 18 août 2024 à Uvira, dans la province du Sud-Kivu,.

## Distinctions
Chevalier de l'ordre de l'Étoile africaine (en 1910).